# Liste der Codices Palatini germanici 800–848

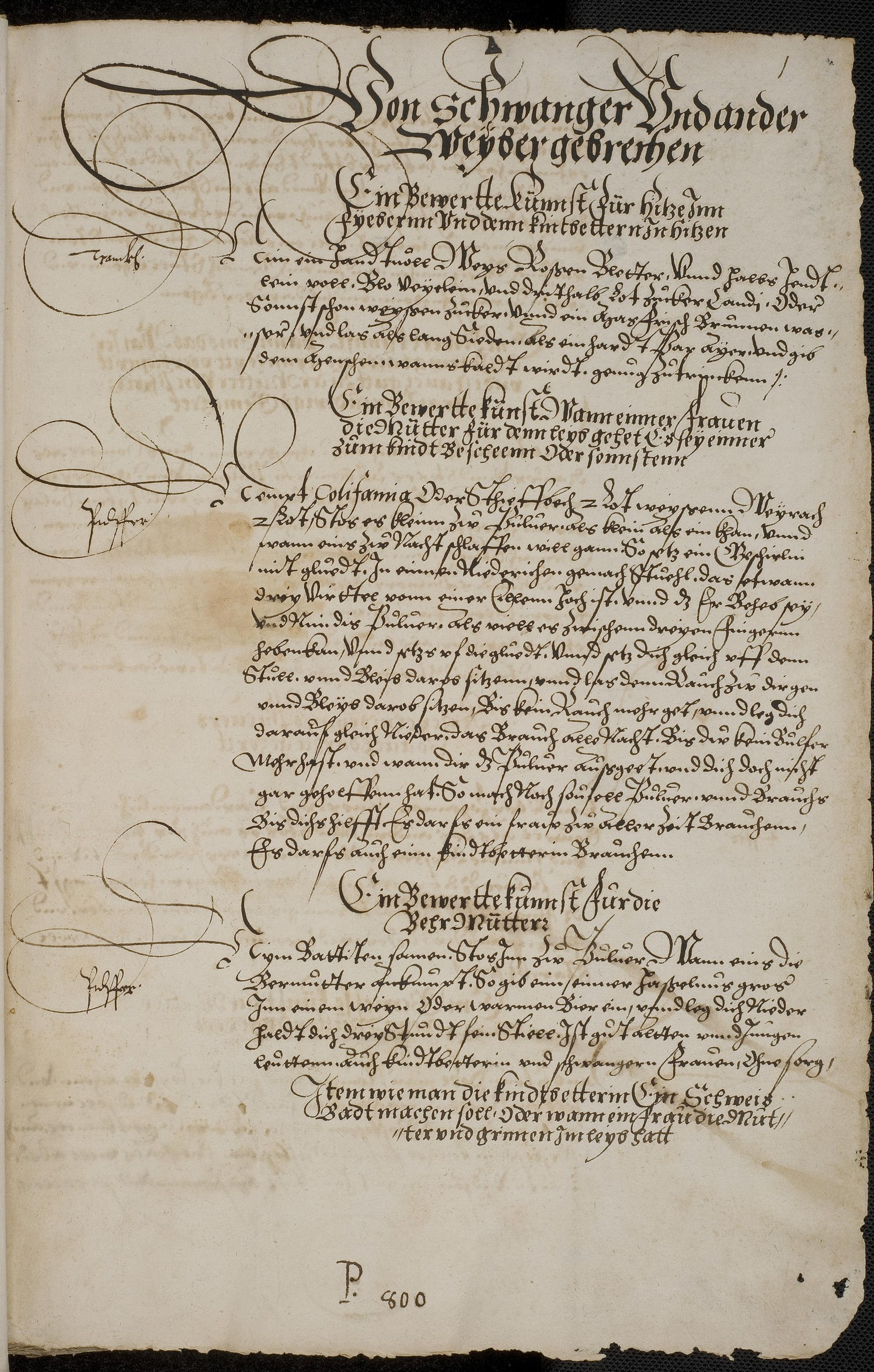
Cod. Pal. germ. 800, Blatt 1r

Diese Liste der Codices Palatini germanici gibt einen Überblick über die Handschriften 800–848 der insgesamt 848 Codices Palatini germanici (Cod. Pal. germ.; Cpg), mit Zusammenstellung der wichtigsten äußeren Daten.
Die Codices Palatini germanici sind die deutschsprachigen Handschriften der Bibliotheca Palatina, die nach wechselvoller Geschichte seit 1816 fast vollständig in der Universitätsbibliothek Heidelberg aufbewahrt werden; 1888 kam der letzte noch fehlende Bestandteil hinzu, der Codex Manesse (Cod. Pal. germ. 848).

## Liste der Handschriften Cod. Pal. germ. 800–848
Die Sprache aller Handschriften ist deutsch, es sei denn, es wäre ausdrücklich anders angegeben. Gleiches gilt für Handschriften mit lateinischen Titeln für deutsche Übersetzungen. Alle Codices sind normalerweise Handschriften, sollten es frühe Druckwerke oder Inkunabeln sein, ist dies angegeben.
Die Spalte ganz links verlinkt Wikipedia-Artikel zu den einzelnen Handschriften; die Spalte ganz rechts verlinkt die Startseiten der jeweiligen Digitalisate der Universitätsbibliothek Heidelberg.
| Cpg-Nr.         | Inhalte | Entstehungsort und -zeit | Material | Blattzahl | Maße in cm | UB-Heidelberg |
| --------------- | --- | --- | --- | --- | --- | --- |
| Cpg 800         | Medizinische Rezeptsammlungen | verschiedene Orte, 3. Drittel 16. Jh.                                                                                       | Papier | 170 Blatt | 32,5–33 × 20,5–21,5 | Digitalisat |
| Cpg 801         | (1.) Elisabeth von Pfalz-Lautern: Bücherverzeichnis; Gräfin von Falkenstein: medizinische Rezeptsammlung; (2.) medizinische Rezeptsammlung; (3.) Jonas Freudenberg: Margaritha Philosophorum | (1.) Heidelberg, wenig nach 1576 (2.) Amberg (?), um 1575 (3.) Nürnberg, 1554                                               | Papier | 250 Blatt | 31 × 20,5 / 31,5–32 × 21 | Digitalisat |
| Cpg 802         | Medizinische Rezeptsammlungen | Heidelberg (?), um 1580–1585                                                                                                | Papier | 196 Blatt | 31,5–32,8 × 20,5–21 | Digitalisat |
| Cpg 803         | Medizinische Rezeptsammlungen; Kochbücher | verschiedene Orte, um 1575–1590                                                                                             | Papier | 196 Blatt | 32,5–33,5 × 21–21,5 | Digitalisat |
| Cpg 804         | Briefe an Henricus Smetius | verschiedene Orte, 1585–1593                                                                                                | Papier | 319 Blatt | verschiedene Formate | Digitalisat |
| Cpg 805         | (1.) Verhörprotokolle der Hexereiprozesse in Halberstadt (2.) Protokoll der Hexereiprozesse in Halberstadt 1573/1574 | Halberstadt (?), um 1574 | Papier | 252 Blatt | (1.) 32 × 20,8 (2.) 34 × 21                                                                                                 | Digitalisat |
| Cpg 806         | (1.) Johannes von Montevilla: Reisen (Fragment); (2.) Medizinische Rezeptsammlung | (1.) Nordbayern, um 1435/1440 (2.) Sachsen, um 1560/1565                                                                    | Papier | 135 Blatt | (1.) 30 × 21,3 (2.) 31 × 19,5                                                                                               | Digitalisat |
| Cpg 807         | Medizinische Rezeptsammlungen, Einzelrezepte und Regimen | Verschiedene Orte, 2. Hälfte 16. Jh.                                                                                        | Papier | 218 Blatt | 30–32,5 × 20–21 | Digitalisat |
| Cpg 808         | Johann I. von Pfalz-Zweibrücken: Sammlung von Briefen und Urkunden | Düsseldorf u. a., 1591/1592                                                                                                 | Papier | 123 Blatt | 32,5 × 20,5 | Digitalisat |
| Cpg 809         | Inventare: (1.) Ausgaben der Klöster, Stifte, Probsteien und anderer Kirchen und Höfe im pfalzgräflichem Herrschaftsbereich; (2.) Inventar von Kleidung 1576/1577; (3.) Bücherverzeichnis der Schlossbibliothek Friedrichs V.; (4.) Bücherverzeichnis der Schlossbibliothek                                                                                   | (1.) Mosbach, 1564 (2.) Heidelberg, 1576/1577 (3.) Heidelberg, um 1610 (4.) Heidelberg, um 1555                             | Papier | 188 Blatt | 31,5–33 × 20–21,5 | Digitalisat |
| Cpg 810         | Medizinische Rezeptsammlungen (Codex aus sieben Teilen zusammengestellt) | verschiedene Orte, letztes Viertel 16. Jh.; Teil 2 um 1555–1560; Teil 3 wenig nach 1550                                     | Papier | 310 Blatt | 31–33 × 29,5–21,5 | Digitalisat |
| Cpg 811         | Rudolf von Ems: Barlaam und Josaphat (Fragment) | Straßburg (?), 4. Viertel 14. Jh.                                                                                           | Papier | 99 Blatt | 28,5–29 × 22,5 | Digitalisat |
| Cpg 812         | Astrologische Texte (Stephanus Messaniensis, Profatius, Albohali u. a.) | versch. Orte, um 1430–1450                                                                                                  | Papier | 152 Blatt | 29–32,5 × 20,5–21,5 | Digitalisat |
| Cpg 813         | Sammlung von Briefen; Chronikalische Notizen | Augsburg u. a., 16. Jh. | Papier | 99 Blatt | verschiedene Formate | Digitalisat |
| Cpg 814         | Medizinische Rezeptsammlung | Augsburg (?), um 1585 | Papier | 71 Blatt | 29–30 × 20,5–21,2 | Digitalisat |
| Cpg 815         | Wolf Schwarzenauer: Medizinische Rezeptsammlung | Babenhausen (?), 1540 | Papier | 120 Blatt | 32–33 × 22–22,5 | Digitalisat |
| Cpg 816         | Medizinische Rezeptsammlungen | verschiedene Orte, 4. Viertel 16. Jh.                                                                                       | Papier | 170 Blatt | 32,5 × 20–21 | Digitalisat |
| Cpg 817         | Akten des Reichstags zu Augsburg 1566 (Abschrift) | Augsburg, 1566 | Papier | 250 Blatt | 32–33,5 × 22 | Digitalisat |
| Cpg 818         | Akten des Reichstags zu Augsburg 1566 (Abschrift) | Augsburg (?), 1566 | Papier | 164 Blatt | 32 × 22 | Digitalisat |
| Cpg 819         | Akten des Reichstags zu Augsburg 1566 (Abschrift) | Augsburg, 1566 | Papier | 243 Blatt | 32,5–33 × 21,5–22,5 | Digitalisat |
| Cpg 820         | Akten des Reichstags zu Augsburg 1566 (Abschrift) | Augsburg, 1566 | Papier | 219 Blatt | 32–33 × 21,5–22 | Digitalisat |
| Cpg 821         | Akten des Reichstags zu Augsburg 1566 (Abschrift) | Augsburg, 1566 | Papier | 235 Blatt | 31,5–33 × 21–22,5 | Digitalisat |
| Cpg 822         | Akten des Reichstags zu Augsburg 1566 (Abschrift) | Augsburg, 1566 | Papier | 239 Blatt | 32,5 × 21,5 | Digitalisat |
| Cpg 823         | Akten des Reichstags zu Augsburg 1566 (Reichsabschied 1566, Abschrift) | Augsburg, 1566 | Papier | 104 Blatt | 34 × 22 | Digitalisat |
| Cpg 824         | Johann Adler: Titularbuch | Speyer (?), 1540–1542 | Papier | 237 Blatt | 29,5 × 20,5 | Digitalisat |
| Cpg 825         | Kurfürst Ludwig VI. von der Pfalz: Notizbuch | Heidelberg, 1574–1578 | Papier | 52 Blatt | 19,5 × 15 | Digitalisat |
| Cpg 826         | Jakob Faber: Gebetbuch für Kurfürstin Anna von Sachsen | Leipzig, 1559 | Pergament | 30 Blatt | 15,5 × 10 | Digitalisat |
| Cpg 827         | Urkundensammlung (Formularbuch) | Speyer [?], um 1540 | Papier | 313 Blatt | 29–29,5 × 20,5 | Digitalisat |
| Cpg 828         | Urkundensammlung | Speyer (?), 1533–1540 | Papier | 218 Blatt | 29,3 × 20,5 | Digitalisat |
| Cpg 829         | Urkundensammlung | Speyer (?), 1533–1542 (?)                                                                                                   | Papier | 128 Blatt | 28,5–30 × 19,5–20,5 | Digitalisat |
| Cpg 830         | Medizinische Rezeptsammlungen; Rechnungsbücher | verschiedene Orte, 4. Viertel 16. Jh.                                                                                       | Papier | 143 Blatt | 32,5–33 × 20 | Digitalisat |
| olim Cpg 831    | Dieser Codex wurde 1816 als Ersatz für die Handschrift Cod. Pal. germ. 298 übergeben und unter jener Signatur neu angelegt. | Dieser Codex wurde 1816 als Ersatz für die Handschrift Cod. Pal. germ. 298 übergeben und unter jener Signatur neu angelegt. | Dieser Codex wurde 1816 als Ersatz für die Handschrift Cod. Pal. germ. 298 übergeben und unter jener Signatur neu angelegt. | Dieser Codex wurde 1816 als Ersatz für die Handschrift Cod. Pal. germ. 298 übergeben und unter jener Signatur neu angelegt. | Dieser Codex wurde 1816 als Ersatz für die Handschrift Cod. Pal. germ. 298 übergeben und unter jener Signatur neu angelegt. | Dieser Codex wurde 1816 als Ersatz für die Handschrift Cod. Pal. germ. 298 übergeben und unter jener Signatur neu angelegt. |
| Cpg 832         | Heidelberger Schicksalsbuch | Regensburg, nach 1491 | Pergament | 278 Blatt | ca. 35 × 26 | Digitalisat |
| Cpg 833         | Astronomisch-astrologische Sammelhandschrift (Geomantie) | Nürnberg, 1552–1557 | Pergament | 111 Blatt | 35 × 24,4 | Digitalisat |
| Cpg 834         | Briefe; Urkunden; Bücherverzeichnis (2 Bände) | verschiedene Orte, 1544–1611                                                                                                | Papier | (1.) 209 Blatt (2.) 190 Blatt                                                                                               | verschiedene Formate | Digitalisat |
| Cpg 835         | Johann Brendel von Marburg: Akten u. a.; Briefe; Inventare | verschiedene Orte, 16. Jh.                                                                                                  | Papier | 121 Blatt | 32 × 21 | Digitalisat |
| Cpg 836         | Lienhart Flexel: Reimspruch auf das Armbrustschießen in Stuttgart 1560 | Bayern (?), um 1560 | Papier | 52 Blatt | 31 × 20,4 | Digitalisat |
| Cpg 837         | Sammelhandschrift (Verzeichnisse von Silbergeschirr und Kleidung, medizinische Schriften u. a.) | verschiedene Orte, überwiegend 2. Hälfte 16. Jh.                                                                            | Papier | 392 Blatt | 30,5–32,5 × 20,5–21,5 | Digitalisat |
| Cpg 838         | Briefe an Henricus Smetius (2 Bände) | verschiedene Orte, 1586–1613                                                                                                | Papier | (1.) 264 Blatt (2.) 213 Blatt                                                                                               | verschiedene Formate | Digitalisat (Band 1) Digitalisat (Band 2)                                                                                   |
| Cpg 839         | Sammelhandschrift | verschiedene Orte, 16./17. Jh.                                                                                              | Papier | 664 Blatt | 33,5 × 21,5 | Digitalisat |
| Cpg 840         | Briefe; Abschriften von Urkunden; Martin Luther: Predigten; Gutachten über das Verhalten Pfalzgraf Ludwigs VI.; Gebete; Geistliche Lieder u. a. | verschiedene Orte, 16. Jh.                                                                                                  | Papier | 230 Blatt | 32 × 20,5 | Digitalisat |
| Cpg 841         | Briefe der Familie Corput; Urkunden | verschiedene Orte, 16./17. Jh.                                                                                              | Papier | 91 Blatt | verschiedene Formate | Digitalisat |
| Cpg 842         | Sammlung von Nachrichten, Briefen und Urkunden | verschiedene Orte, 1553–1621                                                                                                | Papier | 459 Blatt | 29–33 × 18–21 | Digitalisat |
| Cpg 843 (Bd. 1) | Sammelhandschrift Cpg 843, Band 1 | verschiedene Orte, 16. Jh.                                                                                                  | Papier | 254 Blatt | verschiedene Formate | Digitalisat (Band 1) |
| Cpg 843 (Bd. 2) | Sammelhandschrift Cpg 843, Band 2 | verschiedene Orte, 16. Jh.                                                                                                  | Papier | 223 Blatt | verschiedene Formate | Digitalisat (Band 2) |
| Cpg 843 (Bd. 3) | Sammelhandschrift Cpg 843, Band 3 | verschiedene Orte, 16. Jh.                                                                                                  | Papier | 316 Blatt | verschiedene Formate | Digitalisat (Band 3) |
| Cpg 843 (Bd. 4) | Sammelhandschrift Cpg 843, Band 4 | verschiedene Orte, 16. Jh.                                                                                                  | Papier | 26 Blatt | verschiedene Formate | Digitalisat (Band 4) |
| Cpg 844         | Der Codex besteht aus insgesamt 11 einzelnen Teilen: (1.–6.) Plutarch: Ehetraktat (deutsch); Geomantische Texte (Hugo Sanctallensis u. a.); Astrologische Texte u. a.; (7.) Erläuterungen zu einem Kalender; (8.) Astrologische Tafel; (9.) Nibelungenlied (Fragment); (10.) Oswald der Schreiber: Brief des Priesterkönigs Johannes; (11.) Bücherverzeichnis | verschiedene Orte, (1.–6.) 16. Jh.; (7.) um 1490; (8.) 16. Jh.; (9.) 1. Viertel 15. Jh.; (10.) 1478; (11.) wenig nach 1557  | Papier | 199 Blatt | 27,5–33 × 19–22 | Digitalisat |
| Cpg 845         | Sammelhandschrift | verschiedene Orte, überwiegend 16. Jh.                                                                                      | Papier | 228 Blatt | 22,7 × 15–16,5 | Digitalisat |
| Cpg 846         | Sammelhandschrift: Inventare; medizinische Rezeptsammlungen | verschiedene Orte, 16. Jh.                                                                                                  | Papier | 269 Blatt | 31–32,5 × 20,5–32 | Digitalisat |
| Cpg 847         | Urkundensammlung | Augsburg, um 1496 (Nachtrag 1517)                                                                                           | Papier | 53 Blatt | 32 × 21,5 | Digitalisat |
| Cpg 848         | Große Heidelberger Liederhandschrift (Codex Manesse) | Zürich, um 1300 (Nachträge bis ca. 1340)                                                                                    | Pergament | 426 Blatt | 34,8–35,4 × 25–26 | Digitalisat |